# Ilha Hawkesbury
A ilha Hawkesbury (em inglês:  Hawkesbury Island) é uma ilha desabitada na Colúmbia Britânica, no oeste do Canadá. Situa-se no canal de Douglas, um dos fiordes mais importantes da costa da Colúmbia Britânica. A ilha Hawkesbury tem 43 km de comprimento e uma largura que varia ente 3 km e 19 km. Tem 412 km2 de área.
A ilha Hawkesbury foi assim designada por George Vancouver em homenagem a Charles Jenkinson, Barão de Hawkesbury, Presidente de uma junta de comércio entre 1786-1804.